# Топорец
Топорец (слч. Toporec) насељено је мјесто са административним статусом сеоске општине (слч. obec) у округу Кежмарок, у Прешовском крају, Словачка Република.

## Становништво
| Година:    | 1994. | 2004.    | 2014.    | 2024.   |
| ---------- | ----- | -------- | -------- | ------- |
| Број људи: | 1521  | 1695     | 1898     | 2055    |
| Разлика:   |       | +11,43 % | +11,97 % | +8,27 % |

| Година:    | 2023. | 2024.   |
| ---------- | ----- | ------- |
| Број људи: | 2039  | 2055    |
| Разлика:   |       | +0,78 % |

Према подацима о броју становника из 2011. године насеље је имало 1.861 становника.